# Chiesa del Purgatorio (Conversano)
La chiesa del Purgatorio è un edificio religioso situato nel centro storico di Conversano, in provincia di Bari.

## Storia
La chiesa dal 1786 è sede dell'omonima arciconfraternita, istituita nel 1643 col nome di Santa Maria del Suffragio.
Nel corso dell'Ottocento la chiesa è stata oggetto di alcuni restauri.

## Descrizione
La chiesa è stata realizzata in stile barocco ed è di forma rettangolare con volte a botte. Il prospetto principale presenta un portale con un timpano ad arco e una finestra trilobata. Gli interni sono decorati con stucchi.

### Organo a canne
Fu realizzato nel 1791 da l'organaro Nicola De Simone con la direzione del compositore Ignazio Candela. Lo strumento è stato restaurato e perfettamente funzionante ha conservato quasi tutte le canne originali.